# جيمس رايس (كاتب)
جيمس رايس (بالإنجليزية: James Rice)‏ (26 سبتمبر 1843 - 26 أبريل 1882)؛ روائي بريطاني.

## روابط خارجية
- جيمس رايس على موقع الموسوعة البريطانية (الإنجليزية)